# 1929 год в истории метрополитена
В этой статье перечисляются основные  события из истории метрополитенов в 1929 году. Полужирным шрифтом выделены открытия новых транспортных систем.

## События
- 4 августа — открыта станция «Лайнештрассе» на линии U8 Берлинского метрополитена[1].
- Май — в Лондонском метрополитене открыта станция «Пикадилли-сёркус»[2].
- 22 декабря — открыто продолжение на юг «Северо-южной линии» (позже U3) Берлинского метрополитена со станциями: «Крумме Ланке», «Онкель Томс Хютте», «Оскар-Хелене-Хайм»[3].